# Сейл Шаркс
Это статья об английском регбийном клубе. О южноафриканском регбийном клубе см. статью «Шаркс».
«Сейл Шаркс» (англ. Sale Sharks, «Акулы Сейла») — английский регбийный клуб, выступающий в Премьер-лиге. Команда тренируется и проводит домашние матчи в Бартон-апон-Эруэлле, используя арену «Эй-Джей Белл», вмещающую 11 500 зрителей. В 2006 году клуб стал чемпионом страны, а в 2005 и 2005 завоёвывал Европейский кубок вызова. Традиционные цвета команды — синий и белый. Наиболее принципиальный соперник «Шаркс» — «Ньюкасл Фэлконс», встречи между ними носят название Северного дерби.
Команда обладает богатым опытом работы с молодёжью. Юниорская команда «Джетс» выпустила множество именитых регбистов, среди которых Стив Хэнли, Марк Куэто, Дин Скофилд, Крис Джонс, Энди Титтеррелл и Чарли Ходжсон.
Команда отсчитывает свою историю с 1861 года, когда был образован клуб «Сейл», выступающий ныне в качестве отдельной команды. Профессиональный статус «Шаркс» получили в 1999 году.

## История
Основанный в 1861 году клуб является одним из старейших в стране. На протяжении долгих лет команда занимала лидирующие позиции в североанглийском регби.
В 1911 г. спортсменам «Сейла» удалось не проигрывать на протяжении 26 матчей (24 победы и 2 ничьих).
Первым игроком команды, выступившем в международном матче, традиционно считается Пэт Дэвис, дебютировавший в сборной в 1927-м. Однако за семнадцать лет до этого, в 1910 г. Джордж Айшервуд провёл за англичан три матча в рамках их турне по Южной Африке. В дальнейшем игроки «Сейла» регулярно вызывались в сборную. В этом плане особенно продуктивными стали 30-е гг. XX века, когда команда делегировала на высший уровень таких игроков, как Хол Сивер (сборная Англии), Клод Дэйви и Уилф Вулер (Уэльс), Кен Файв (Шотландия).
В своём графстве команда была безусловным лидером, в течение 15 лет завоёвывая местный кубок. В сезонах 1972—1987 годов регбисты «Сейла» не проиграли ни одного матча в этом соревновании. Тогда же, в 1972 г., «Сейл» стартовал в чемпионате страны. Первый сезон завершился на стадии полуфинала, где игроки уступили будущему чемпиону — «Ковентри» (6-35).
Игра команды под управлением Пола Тёрнера и его преемника Джона Митчелла в конце века отличалась качеством. В то же время девяностые стали годами борьбы с финансовыми реалиями регби, ставшего тогда коммереческим видом спорта.
Двадцать тысяч болельщиков поддерживали «Сейл» в финальном матче Англо-валлийского кубка-1997, но соперник — «Лестер» — оказался удачливее в полном ошибок матче (3-9). Интерес к выступлениям «Шаркс» стал угасать, предполагавшийся рост армии фанатов не состоялся, а над клубом возникла угроза вылета из Премьер-лиги. Спасительной стала спонсорская инициатива бизнесмена Брайан Кеннеди, пришедшего в «Сейл» под занавес сезона 1999/00. С тех пор финансовое положение команды достаточно стабильно.
В руководящую обойму вошёл Питер Дикин, ранее работавший в «Уоррингтон Вулвз» (регбилиг). В «Сейле» специалист занял позицию генерального директора, что положительно сказалось на репутации клуба. Дальнейшему росту помешала болезнь Дикина, сразившая англичанина в феврале 2003-го. В 2004 г. бывший директор «Шаркс» умер.
Результат на поле пришёл не сразу. В первые два года нового тысячелетия регбисты финишировали одиннадцатыми и десятыми соответственно (всего в лиге играло двенадцать коллективов). Джим Моллиндер и Стив Даймонд, бывшие «акулы», приглашённые на тренерские должности, сумели создать команду, которая в 2002 г. завершила сезон на втором месте и квалифицировалась в кубок Хайнекен.
Полезными на арене и за её пределами должны были стать приобретения в лице Брайана Редпэта, Стюарта Пинкертона, Барри Стюарта, Грэма Бонда, Джейсона Уайта и Эндрю Шеридэна. Клуб стал пристанищем талантов, не реализовавших себя в регбилиг. Аполло «Терминатор» Перелини подписал контракт с «Шаркс» на следующий день после игры в составе «Сент-Хеленс» — одной из сильнейших команд в регбилиг. Переход в другую дисциплину, только уже из «Уиган Уорриорз», осуществил Джейсон Робинсон.
В 2002 г. команда завоевала Европейский кубок вызова (тогда носивший название «Паркер Пен Шилд»), обыграв в финале «Понтиприт» (Уэльс) со счётом 25-22.

### Сезон 2006/07
После успешного предыдущего сезона, в котором «Сейл» выиграл чемпионат Англии, болельщики рассчитывали на последующие титулы. Оптимизм подогревали приобретения квалифицированных регбистов: Криса Бела («Инглэнд Сэксонс»), в прошлом игрок сборной Уэльса Бен Ивэнс, аргентинский фланкер Хуан-Мартин Фернандес-Лоббе. Но имевшая место осенью череда травм серьёзно осложнила борьбу за трофей. Капитан сборной Шотландии Джейсон Уайт травмировал колено в матче против сборной Румынии. Игроки английской национальной команды Чарли Ходжсон и Эндрю Шеридэн повредили колено и лодыжку соответственно, пострадали и другие регбисты. К последнему на данный момент матчу «Шаркс» в кубке Хайнекен против «Осприз» из 38 заявленных спортсменов в строю остались только 17.

### Сезон 2007/08
В 2007 г. проводилось мировое первенство по регби, и сильнейшие игроки «Сейла» (Джейсон Уайт, Эндрю Шеридэн, Себастьен Шабаль) были вызваны в сборные. Чарли Ходжсон пропускал турнир, оставшись в распоряжении «Шаркс». Джеймс Дженнингс был назначен новым генеральным директором, капитанская повязка перешла Дину Скорфилду. В коллектив пришли Рори Лэмонт, Брен Кокбэйн, Руди Кеил, Жульен Лаарраж и Скотт Лоусон. Впрочем, главным новичком клуба стал новозеландский флай-хав Люк Макалистер. В целом сезон оказался неудачным. Несмотря на положительные стороны (победа над «Лестером» дома и в гостях, дебют Ричард Вигглсворта в сборной, большой прогресс в игре Бена Фодена и выпускников академии), цель — победа в соревновании — не была достигнута. «Сейл» не набрал нужного количества очков даже для старта в полуфинале плей-офф Премьер-лиги.
В межсезонье клуб покинули Бен Фоден, Крис Мэйр, Игнасио Фернандес-Лобее, Кристиан Дэй (все перешли в «Нортгемптон»), Силило Мартинс пополнил ряды «Лланелли Скарлетс», а Магнус Лунд, Жульен Лаарраж и Бен Ивэнс продолжили карьеру в чемпионате Франции.

### Сезон 2008/09
О прекращении выступлений вследствие травмы заявил Стив Хэнли. 19 августа 2008 г. Хуан Фернандес-Лоббе был объявлен капитаном команды, его предшественник Джейсон Уайт всё ещё не мог оправиться от повреждения. Себастьен Шабаль и Дин Скофилд получили статус вице-капитанов.
На старте сезона регбистами «Сейла» был установлен рекорд Премьер-лиги, их соперники («Ньюкасл», «Сэрасинс», «Бристоль» и «Глостер») на протяжении четырёх матчей не занесли ни одной попытки.
4 декабря того же года руководство клуба объявило об отставке спортивного директора Филиппа Сан-Андре по окончании сезона. Его место занял Кингсли Джонс, до этого — главный тренер «Шаркс». Джейсон Робинсон, экс-вингер «Сейла», возглавил, в свою очередь, тренерский штаб.
Европейская кампания оказалась провальной: коллектив не прошёл групповой этап Европейского кубка. К такому исходу привели победа с бонусным очком над «Клермоном» в гостях, домашнее и гостевое поражение от «Манстера», проигрыш «Монтобану». 
30 апреля 2009 г. были проведены выборы лучшего игрока сезона. Лауреатом стал Чарли Ходжсон.

### Сезон 2009/10
В феврале 2009-го появилась информация о новой тренерской команде «Шаркс». Компанию директору Кингсли Джонсу и тренеру Джейсону Робинсону составили ассистенты Фил Кит-Роуч и Байрон Хэйворд.
18 марта 2009 г. подписан контракт с бывшим вингером английской сборной Беном Коэном. Роль капитана принял Дин Скофилд.
В феврале 2010-го к «Шаркс» присоединился представитель национальной команды Уэльса Дэвид Джеймс. Приглашение продиктовано нехваткой здоровых исполнителей.
Сезон регбисты завершили с провальными для «Сейла» показателями. По его итогам клуб занял одиннадцатое место, обеспечив себе место в элите ещё на год в предпоследнем туре.
Игра в Европы также не оправдала надежд болельщиков. Оказав сопротивление фаворитам группы «Тулузе» и «Кардифф Блюз» и сломив сопротивление аутсайдеров из «Харлекинс», «акулы» всё-таки не смогли выйти в плей-офф.
К концу сезона произошли перестановке в тренерском штабе: Робинсон и Кит-Роуч покинули команду, главным тренером стал Майк Брюэр. Кингсли сохранил за собой должность генерального директора.

## Достижения
- Премьер-лига: 2006
- Европейский кубок вызова: 2002, 2005
- Кубок Английской Лиги: 2019/20

## Текущий состав
Состав команды на сезон 2017/18

## Известные игроки
| - Джеймс О’Коннор - Том Карри - Марк Куэто - Магнус Лунд - Дэнни Соломона - Роб Уэббер - Шалва Мамукашвили - Тони Бакли - Бернард Джекмен | - Ориоль Риполь - Люк Макалистер - Кристиан Ормсби - Брин Эванс - Кирилл Кулёмин - Андрей Остриков - Александру Тэруш - Ти-Джей Иоане - Джонни Леота | - Халани Аулика - Эйвион Льюис-Робертс - Ли Томас - Шейн Ховарт - Себастьен Шабаль - Ян Махачек - Дэвид Тейт - Джош Штраус - Фаф де Клерк - Брайан Муджати |